# Liste de jeux vidéo Les Experts
Pour les articles homonymes, voir Les Experts.
Les jeux vidéo Les Experts forment une série de jeux vidéo basée sur la série télévisée du même nom. Ils sont édités par Ubisoft.

## Titres
| Titre                                     | Année | Plates-formes                         |
| ----------------------------------------- | ----- | ------------------------------------- |
| Les Experts                               | 2003  | Windows, Mac, Xbox                    |
| Les Experts : Meurtres à Las Vegas        | 2004  | Windows, Nintendo DS                  |
| Les Experts : Miami                       | 2004  | Windows, iOS                          |
| Les Experts : Las Vegas - Crimes en série | 2006  | Windows, PlayStation 2                |
| Les Experts : Morts programmées           | 2007  | Windows, Mac, Xbox 360, Wii           |
| Les Experts : Manhattan                   | 2008  | Windows                               |
| Les Experts : Préméditation               | 2009  | Windows, Nintendo DS, Xbox 360, Wii   |
| Les Experts : Complot à Las Vegas         | 2010  | Windows, PlayStation 3, Xbox 360, Wii |
| Les Experts : Enquêtes mystérieuses       | 2010  | Nintendo DS, Nintendo DSi             |
| Les Experts : Crime City                  | 2010  | Facebook                              |
| Les Experts : Miami - Heat Wave           | 2012  | Facebook                              |
| Les Experts : Hidden Crimes               | 2014  | Android, iOS, Facebook                |